# Jiangxi Air
Jiangxi Air ist eine chinesische Fluggesellschaft mit Sitz in Jiangxi.

## Geschichte
Jiangxi Air wurde 2014 gegründet. Am 8. Dezember 2015 erteilte die Zivile Luftfahrtbehörde der Volksrepublik China der Fluggesellschaft ihr Air Operator Certificate. Sechs Tage später erhielt die Airline ihre erste Boeing 737. Den ersten Flug führte die Gesellschaft am 29. Januar 2016 von Nanchang via Xi’an nach Ürümqi durch.
Die Fluggesellschaft ist zu 60 % im Besitz von Xiamen Air, die anderen 40 % gehören der Jiangxi Aviation Investment Co Ltd.

## Flugziele
Die Fluggesellschaft neben Zielen innerhalb Chinas auch das südkoreanische Jeju an.

## Flotte

### Aktuelle Flotte

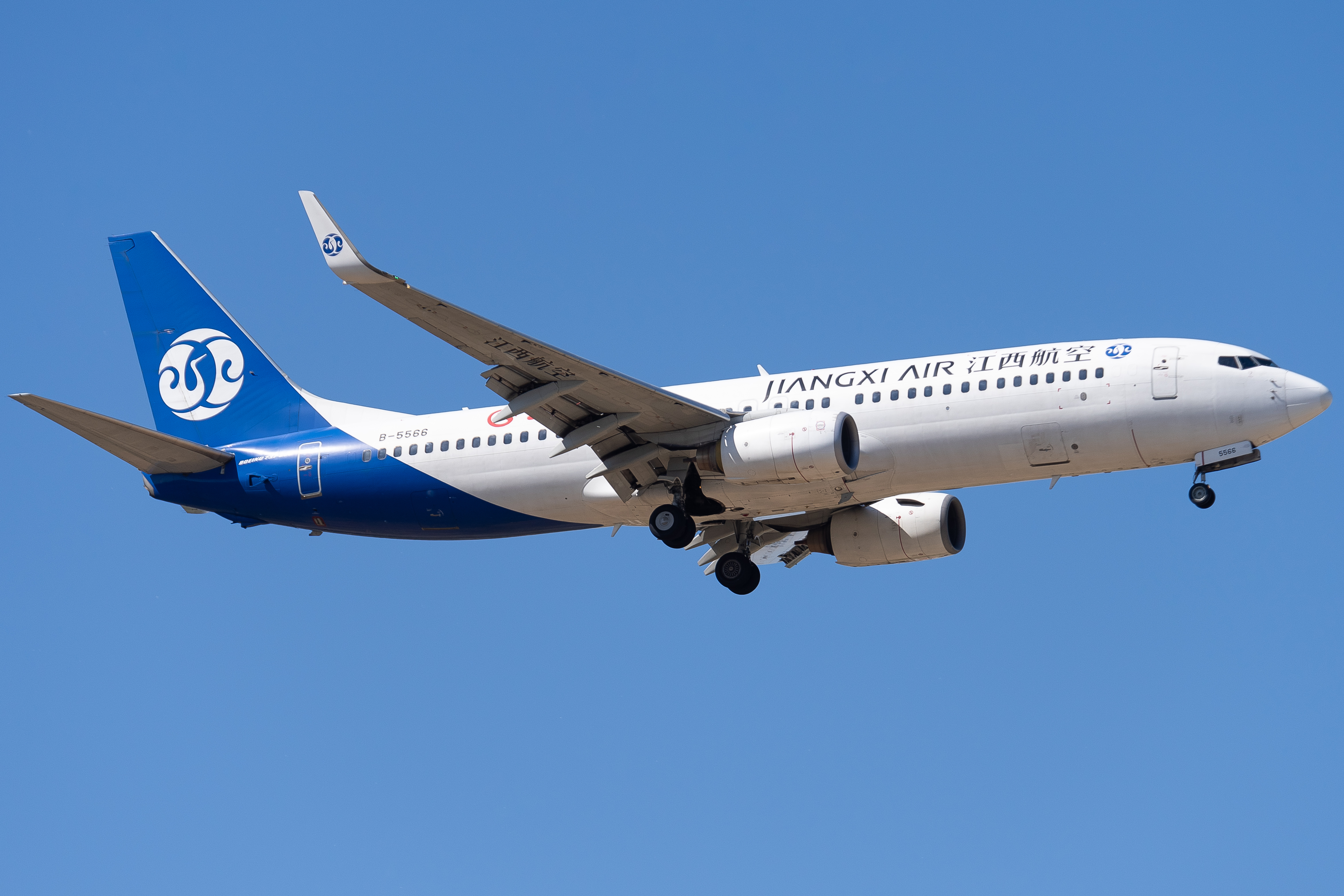
Boeing 737-800

Mit Stand Mai 2024 besteht die Flotte der Jiangxi Air aus 17 Flugzeugen mit einem Durchschnittsalter von 7,3 Jahren:
| Flugzeugtyp    | Anzahl | bestellt | Anmerkungen                                 | Durchschnittsalter |
| -------------- | ------ | -------- | ------------------------------------------- | ------------------ |
| Boeing 737-800 | 12     |          | mit Winglets ausgestattet                   | 8,8 Jahre          |
| Comac C909-700 | 05     | 31       | B-605V in Jinggang-Mountains-Sonderbemalung | 3,7 Jahre          |
| Gesamt         | 17     | 31       |                                             | 7,3 Jahre          |

### Aktuelle Sonderbemalungen
| Bemalung           | Flugzeugtyp    | Luftfahrzeugkennzeichen | Zeitraum         | Bild |
| ------------------ | -------------- | ----------------------- | ---------------- | --- |
| Jinggang Mountains | Comac C909-700 | B-605V                  | seit Januar 2020 | Bild gesucht Die Wikipedia wünscht sich an dieser Stelle ein Bild. Falls du dabei helfen möchtest, erklärt die Anleitung , wie das geht. |